# Kennebec Central Railroad
| Gesellschaft: | KC                  |                                           |                                           |
| Streckenlänge: | 8 km                |                                           |                                           |
| Spurweite: | 610 mm (2-Fuß-Spur) |                                           |                                           |
| |                     |                                           |                                           |
| Gleise: | 1                   |                                           |                                           |
| \| \| \| \| \| \| \| 0 \| Randolph ME \| Randolph ME \| \| \| 5 \| Chelsea ME \| Chelsea ME \| \| \| \| \| \| \| \| \| \| \| \| \| 8 \| Togus ME (früher National Soldiers’ Home) \| Togus ME (früher National Soldiers’ Home) \| |                     |                                           |                                           |
| |                     |                                           |                                           |
| Kopfbahnhof Streckenanfang (Strecke außer Betrieb) | 0                   | Randolph ME                               | Randolph ME                               |
| Haltepunkt / Haltestelle (Strecke außer Betrieb) | 5                   | Chelsea ME                                | Chelsea ME                                |
| Brücke über Wasserlauf (Strecke außer Betrieb) |                     |                                           |                                           |
| Brücke über Wasserlauf (Strecke außer Betrieb) |                     |                                           |                                           |
| Kopfbahnhof Streckenende (Strecke außer Betrieb) | 8                   | Togus ME (früher National Soldiers’ Home) | Togus ME (früher National Soldiers’ Home) |

Die Kennebec Central Railroad ist eine ehemalige Eisenbahngesellschaft in Maine (Vereinigte Staaten).

## Geschichte
Sie wurde am 3. Oktober 1889 von einigen Geschäftsleuten aus Gardiner gegründet und baute eine 8 Kilometer lange Bahnstrecke von Randolph zum National Soldiers’ Home, einem Veteranenkrankenhaus in Togus. Die Spurweite betrug 2 Fuß (610 mm). Die offizielle Eröffnung erfolgte am 7. Juli 1890, 16 Tage später wurde der reguläre Betrieb aufgenommen. Die Strecke hatte anfangs keinen Kontakt zu anderen Eisenbahnen, jedoch ab 1901 in Togus zur Straßenbahn Augusta. In Randolph gibt es außerdem eine Straßenbrücke über den Kennebec River ins gegenüberliegende Gardiner, wo die Maine Central Railroad eine Eisenbahnstrecke betrieb. Die einzige Zwischenstation der Bahn befand sich in Chelsea, Lokschuppen und Güterbahnhof waren in Randolph. Am Endbahnhof Togus gab es einen Güteranschluss zum Heizhaus des Krankenhauses. Verlängerungen zur nur etwa 15 Kilometer entfernten Strecke der in der gleichen Spurweite operierenden Wiscasset, Waterville and Farmington Railway (WW&F) kamen nicht über das Planungsstadium hinaus.
Neben der Anbindung des Krankenhauses wurde auf der Bahn auch Stückgut sowie ab 1905 Kohle transportiert. Im Geschäftsjahr 1909/10 besaß die Gesellschaft zwei Lokomotiven, 4 Personenwaggons, einen kombinierten Personen- und Gepäckwagen sowie 13 Güterwagen (davon 8 für den Kohletransport). In diesem Jahr transportierte die Bahn über 70.000 Fahrgäste. In den 1920er Jahren erwarb man von der Sandy River and Rangeley Lakes Railroad zwei weitere Loks (Nr. 3 und 4). Dadurch konnten die beiden Loks aus der Anfangszeit 1922 (Nr. 1 VOLUNTEER) bzw. 1926 (Nr. 2) ausgemustert werden.
Die Gesellschaft war während der ganzen Zeit ihres Bestehens wirtschaftlich erfolgreich. Nachdem jedoch der Kohletransport an die Straße verloren gegangen war und auch die Fahrgastzahlen auf etwa 20.000 jährlich gesunken waren, wurde der Betrieb auf der kleinen Bahn am 29. Juni 1929 eingestellt. Die beiden Loks wurden zunächst in Randolph abgestellt. Da kurz darauf auf der WW&F eine Lokknappheit herrschte, kaufte der Besitzer dieser Gesellschaft, Frank Winter, die Kennebec Central Railroad. 1933 wurden die beiden Loks überführt und verkehrten dort noch einige Monate, bis auch diese Bahn stillgelegt wurde. Eine der Loks ist noch heute im Museum der WW&F im Einsatz. Das übrige Wagenmaterial sowie einige Anlagen in Randolph wurden 1936 von einem Hochwasser zerstört. Die Bahnstrecke ist teilweise noch begehbar, nördlich von Chelsea jedoch streckenweise versumpft.